# Lijst van voetbalinterlands Canada - Haïti
Deze lijst van voetbalinterlands is een overzicht van alle officiële voetbalwedstrijden tussen de nationale teams van Canada en Haïti. De landen speelden tot op heden dertien keer tegen elkaar. De eerste ontmoeting, een vriendschappelijke wedstrijd, werd gespeeld in Port-au-Prince op 10 november 1973. Het laatste duel, een groepswedstrijd tijdens de CONCACAF Gold Cup 2021, vond plaats op 15 juli 2021 in Kansas City (Verenigde Staten).

## Wedstrijden
| №  | Plaats         | Datum            | Competitie                          | Wedstrijd      | Uitslag |
| -- | -------------- | ---------------- | ----------------------------------- | -------------- | ------- |
| 1  | Port-au-Prince | 10 november 1973 | Vriendschappelijk                   | Haïti – Canada | 5 – 1   |
| 2  | Port-au-Prince | 12 november 1973 | Vriendschappelijk                   | Haïti – Canada | 0 – 1   |
| 3  | Monterrey      | 20 oktober 1977  | WK 1978 kwalificatie                | Canada – Haïti | 1 – 1   |
| 4  | Tegucigalpa    | 6 november 1981  | WK 1982 kwalificatie                | Canada – Haïti | 1 – 1   |
| 5  | Victoria       | 13 april 1985    | WK 1986 kwalificatie                | Canada – Haïti | 2 – 0   |
| 6  | Port-au-Prince | 8 mei 1985       | WK 1986 kwalificatie                | Haïti – Canada | 0 – 2   |
| 7  | Los Angeles    | 10 oktober 1999  | CONCACAF Gold Cup 2000 kwalificatie | Canada – Haïti | 2 – 1   |
| 8  | Miami          | 18 januari 2002  | CONCACAF Gold Cup 2002              | Haïti – Canada | 0 – 2   |
| 9  | Miami          | 11 juni 2007     | CONCACAF Gold Cup 2007              | Haïti – Canada | 0 – 2   |
| 10 | Houston        | 29 juni 2019     | CONCACAF Gold Cup 2019              | Haïti – Canada | 3 − 2   |
| 11 | Port-au-Prince | 12 juni 2021     | WK 2022 kwalificatie                | Haïti − Canada | 0 − 1   |
| 12 | Bridgeview     | 15 juni 2021     | WK 2022 kwalificatie                | Canada − Haïti | 3 − 0   |
| 13 | Kansas City    | 15 juli 2021     | CONCACAF Gold Cup 2021              | Haïti − Canada | 1 − 4   |

## Samenvatting
| Competitie                     | Totaal gespeeld | Winst Canada | Gelijk | Winst Haïti | Doelsaldo Canada – Haïti |
| ------------------------------ | --------------- | ------------ | ------ | ----------- | ------------------------ |
| WK-kwalificatie                | 6               | 4            | 2      | 0           | 10 − 2                   |
| CONCACAF Gold Cup              | 4               | 3            | 0      | 1           | 10 − 4                   |
| CONCACAF Gold Cup-kwalificatie | 1               | 1            | 0      | 0           | 2 − 1                    |
| Vriendschappelijk              | 2               | 1            | 0      | 1           | 2 − 5                    |
| Totaal                         | 13              | 9            | 2      | 2           | 24 − 12                  |

Wedstrijden bepaald door strafschoppen worden, in lijn met de FIFA, als een gelijkspel gerekend.